# 山村国際高等学校
山村国際高等学校（やまむらこくさいこうとうがっこう）は、埼玉県坂戸市千代田一丁目にある私立高等学校。運営は学校法人山村学園。通称は「山国（やまこく）」。

## 沿革
- 1922年 - 裁縫手芸伝習所・山村塾として創設
- 1951年 - 入間郡坂戸町に山村女子高等学校として開学
- 1959年 - 山村女子高等学校を川越市に移転、本校を山村第二女子高等学校とする
- 1991年 - 山村国際女子高等学校と改称
- 1999年 - 男女共学化し、山村国際高等学校と改称

## 設置教育組織
- 特進選抜コース　
  - 文系コース
  - 理系コース
- 特別進学コース
  - 文系コース
  - 理系コース
- 進学コース
  - 文系コース
  - 理系コース
- ライフデザインコース
  - 食物専攻
  - 保育専攻

## 教育目標
- Challenge - 積極性：新しい時代を切り開くチャレンジ精神を養う
- Cosmos - 広い視野：グローバルな視野を養う。
- Communication - 語学力：相手を理解すると同時に、自分を相手にしっかり伝えることができる語学力を身につける。

## 部活動

### 文化部
- 書道部
- 英語部
- イラスト部
- 茶道部
- 調理部
- 写真部
- よさこい部
- 生物部
- 被服部
- 放送部
- 華道部
- 吹奏楽部
- 軽音楽部

### 運動部
- ダンス部
- 男子ソフトテニス部
- 女子ソフトテニス部
- 陸上部
- 男子バスケットボール部
- 女子バスケットボール部
- バレーボール部
- サッカー部
- 剣道部
- 居合道部
- バトントワリング部
- 硬式野球部

## その他
- 制服はコシノヒロコのデザイン。さまざまなバリエーションが楽しめるように工夫されており、学内外から人気がある。
- 文化祭は「紫藤祭」と称し、毎年9月に行われる。
- 下記のテレビドラマのロケ地となり、主人公たちが通学する学校に擬され、教室や校庭が撮影に使用された。
  - ボクたちのドラマシリーズ「その時、ハートは盗まれた」（フジテレビ系列・1992年）　「文教大学付属多摩高等学校」となった。
  - 月曜ドラマ・イン「あぶない放課後」（テレビ朝日系列・1999年）　「私立南青山学園」となった。
  - 「黒の女教師」（TBS系列・2012年）　「都立國分館高校」となった。

## 著名な出身者
- 山崎晃裕（パラ陸上男子やり投げ（F46）日本記録保持者）[1]

## アクセス
- 東武東上線坂戸駅より徒歩10分
- 東武東上線若葉駅より徒歩15分